# Scutellinidae
De Scutellinidae zijn een familie van uitgestorven zee-egels (Echinoidea) uit de orde Clypeasteroida.

## Geslachten
- Eoscutum Lambert, 1914 †
- Lenita Desor, in Agassiz & Desor, 1847 †
- Porpitella Pomel, 1883 †
- Scutellina L. Agassiz, 1841 †